# Associação Vôlei Bauru
L'Associação Vôlei Bauru è una società pallavolistica femminile brasiliana, con sede a Bauru: milita nel campionato brasiliano di Superliga Série A.

## Storia
L'Associação Luso Brasileira de Bauru viene fondata nel 2005, partecipando a competizioni di livello amatoriale. Nel 2009 il club diventa professionistico, affiliandosi alla Federação Paulista de Vôlei: in seguito partecipa alla Superliga Série B, sconfitto nella finale del torneo 2014 dal CEPE, conquistando invece la promozione nel torneo seguente, giocando con la nuova denominazione Associação Vôlei Bauru.
Nel campionato 2015-16 debutta in Superliga Série A, classificandosi al decimo posto. Nel campionato seguente invece, dopo aver vinto la Coppa San Paolo, centra per la prima volta l'accesso ai play-off scudetto, eliminato ai quarti di finale dal Minas; partecipa inoltre per la prima volta alla Coppa del Brasile, uscendo di scena ai quarti di finale contro il Praia Clube.

## Rosa 2024-2025
| N° | Nome               | Ruolo | Data di nascita   | Nazionalità sportiva |
| -- | ------------------ | ----- | ----------------- | -------------------- |
| 1  | Thaís de Souza     | S     | 18 aprile 1988    | Brasile              |
| 2  | Isis Simonetti     | P     | 19 ottobre 2003   | Brasile              |
| 3  | Danielle Lins      | P     | 5 gennaio 1985    | Brasile              |
| 5  | Amanda Mutuano     | P     | 28 maggio 2005    | Brasile              |
| 6  | Kátia da Silva     | C     | 4 ottobre 2002    | Brasile              |
| 8  | Isabella Rocha     | S     | 11 gennaio 2005   | Brasile              |
| 9  | Mayhara da Silva   | C     | 9 aprile 1989     | Brasile              |
| 10 | Keyt Ramalho       | L     | 8 gennaio 2000    | Brasile              |
| 11 | Lorenne Teixeira   | O     | 8 gennaio 1996    | Brasile              |
| 12 | Ana Beatriz Corrêa | C     | 7 febbraio 1992   | Brasile              |
| 13 | Kasiely Clemente   | S     | 6 dicembre 1993   | Brasile              |
| 14 | Giovanna Rodrigues | S     | 12 aprile 2004    | Brasile              |
| 16 | Bruna Moraes       | O     | 13 settembre 1999 | Brasile              |
| 17 | Roslandy Acosta    | S     | 25 febbraio 1992  | Venezuela            |
| 18 | Mayany de Souza    | C     | 24 novembre 1996  | Brasile              |
| 19 | Léia da Silva      | L     | 1º marzo 1985     | Brasile              |
| 20 | Thays Oliveira     | C     | 7 gennaio 2004    | Brasile              |

## Palmarès
- Coppa del Brasile: 1

2022
- Supercoppa brasiliana: 1

2022
- Campionato Paulista: 2

2018, 2022
- Coppa San Paolo: 1

2016

## Denominazioni precedenti
- 2005-: Associação Luso Brasileira de Bauru